# Patrick Garland
Patrick Ewart Garland (10 de abril de 1935 -  19 de abril de 2013) fue un actor, director de televisión y teatro y escritor británico.

## Biografía
Hijo de Ewart James Garland y de Rosalind Beatrice Fell. Garland comenzó su carrera poética en 1963 con Ted Hughes y Charles Osborne. Fue director y productor de música de la BBC y del Departamento de Artes (1962-1974). En 1964, dirigió la película "Down Cemetery Road", de Philip Larkin, en la que John Betjeman también apareció. Trabajó como director artístico del Festival de Teatro de Chichester en dos ocasiones (1981-1985 y 1990-1994), donde dirigió más de 20 producciones.
Su abuelo materno fue el historiador de arte Herbert Granville Fell.
En 1971 hizo una película para televisión, The Snow Goose, que ganó un Globo de Oro a la "Mejor película hecha para la televisión" y también fue nominada para un premio BAFTA y un Emmy. En 1994 ue nombrado Doctor Honorario en la Universidad de Southampton 1994, Miembro Honorario del St. Edmund Hall, en Oxford en 1997.
Su pareja era la actriz Alexandra Bastedo, con quien se casó en 1980 en la Catedral de Chichester. Ella falleció en 2014.

## Obras
Libros
- Brief Lives (1967)
- The Wings of The Morning (1989)
- Oswald The Owl (1990)
- Angels in The Sussex Air  (1995), una antología de poetas de Sussex.
- The Incomparable Rex  (1999), a la memoria de Rex Harrison.
- Abstract & Brief Chronicles (2007), serie de ensayos leídos por el mismo Patrick Garland.

Poesía
publicadas en:
The London Magazine (1954), New Poems (1956), Sussex Seams (1996), Poetry West, Encounter.
historias cortas
publicadas en:
Transatlantic Review (1976), England Erzaht, Gemini, Light Dark Blue.
obras seleccionadas
- Selected plays by Patrick Garland (en inglés).

Producciones en el Festival de Teatro de Chichester
- 1975
  - An Enemy of the People ... dirigida por Patrick Garland
  - Monsieur Perrichon's Travels ... dirigida por Patrick Garland
- 1977
  - The Apple Cart ... dirigida por Patrick Garland
- 1978
  - A Woman of No Importance ... dirigida por Patrick Garland
  - Look After Lulu! ... dirigida por Garland
- 1981
  - The Cherry Orchard ... dirigida por Garland
  - The Mitford Girls ... dirigida por Garland
  - Underneath the Arches, por Patrick Garland, Brian Glanville & Roy Hudd in association with Chesney Allen ... dirigida por Roger Redfarn
- 1982
  - On the Rocks ... dirigida por Jack Emery y Patrick Garland
  - Cavell ... dirigida por Patrick Garland
  - Goodbye, Mr Chips ... dirigida por Patrick Garland y Chris Selbie
- 1983
  - As You Like It ... dirigida por Patrick Garland
- 1984
  - Forty Years On ... dirigida por Patrick Garland
  - The Merchant of Venice ... dirigida por Patrick Garland
  - The Philanthropist ... dirigida por Patrick Garland
- 1989 
  - Victory ... dirigida por Patrick Garland y Matthew Francis
  - Tovarich ... dirigida por Patrick Garland
- 1992
  - Rey Lear en New York ... dirigida por Patrick Garland
- 1993
  - Pickwick ... dirigida por Patrick Garland
- 1994
  - Pygmalion ... dirigida por Patrick Garland
- 1998
  - Chimes at Midnight  ... dirigida por Patrick Garland

Minerva Theatre Productions en el Festival de Teatro de Chichester
- 1992
  - Vita & Virginia ... dirigida por Patrick Garland
- 1993
  - Elvira '40 ... dirigida por Patrick Garland
- 1996 
  - Beatrix adaptada de la obra de Beatrix Potter por Patrick Garland y Judy Taylor... dirigida por Patrick Garland (opened at Minerva & then toured to Malvern, Plymouth, Guildford, Richmond, Bath & Windsor); Beatrix was broadcast by BBC Radio 4 on

otras producciones seleccionadas
- - The Rebel, (1964) dirigida por Patrick Garland, Aldwych Theatre, Royal Shakespeare Company, con Peter Bowles, William Marlowe, Bryan Pringle, Clive Swift, David Warner.
  - Cyrano por Edmond Rostand, adaptada y dirigida por Patrick Garland, National Theatre Company, Cambridge Theatre (1970)
  - Under the Greenwood Tree por Thomas Hardy dirigida por Patrick Garland (1970)
  - Getting On, Brighton & London (1971)
  - Hedda Gabler, Broadway (1971)
  - A Doll's House, Broadway (1971)
  - Hair, Israel (1972)
  - Mad Dog,  (1973)
  - Billy, Theatre Royal, Drury Lane, Londres (1974)
  - Shut Your Eyes and Think of England, (1978)
  - Kipling de Brian Clark con Alec McCowen, teatro y en el  Channel 4 televisión.
  - Beecham de Caryl Brahms & Ned Sherrin, (1980) con Timothy West
  - Eagle in New Mexico de D.H. Lawrence,(1980), con Ian McKellen, Paolo Soleri Theatre, Santa Fe, New México USA
  - My Fair Lady,(1981) Broadway revival with Rex Harrison,   dirigida por Patrick Garland.   La producción obtuvo el Premio Tony Award 1980
  - Canaries Sometimes Sing de Frederick Lonsdale, Albery Theatre (1986-87)
  - The Secret of Sherlock Holmes de Jeremy Paul, Wyndham's Theatre (1988–1989)
  - The Tempest con Denis Quilley como Próspero, Regent's Park Open Air Theatre, (1996)
  - An Enormous Yes, con Alan Bates de la obra de Philip Larkin... adaptada y dirigida por Patrick Garland.
  - Wooing in Absence, con Benjamin Whitrow & Natalia Makarova, adaptada por Patrick Garland de las cartas de Lydia Lopokova y John Maynard Keynes, (2000), Charleston Farmhouse, luego en el Tate Britain
  - The Woman in Black, Old Globe, San Diego & Minetta Lane Theatre, New York, (2001)
  - Christopher Columbus, música de William Walton, libreto de Louis MacNeice, Brighton Dome, (2002)

- 2007 and 2008 
  - Visiting Mr. Green de Jeff Baron con Warren Mitchell ... dirigida por Patrick Garland

- 2008
  - Brief Lives ... escrita y dirigida por Patrick Garland con Roy Dotrice como John Aubrey
- 2008 y 2009-2010
  -  Dr. Marigold y Mr. Chops de Charles Dickens con Simon Callow en el Edinburgh Festival, 2008 & at Riverside Studios, 2009-January 2010...adaptada y dirigida por Patrick Garland
- 2010  Recital con Patricia Routledge de una antología espiritual (para obras de caridad), Sullington, Sussex
- 2011   Dr. Marigold y Mr. Chops de Charles Dickens con Simon Callow, tour

Televisión y cine
- 1964   - "Down Cemetery Road", film con Philip Larkin & John Betjeman, Monitor (TV)
- 1969   - The Zoo in Winter, con Jonathan Miller, BBC (TV)
- 1965   - Beginning to End de Samuel Beckett con Jack MacGowran, BBC
- 1971   - The Stronger (TV) de August Strindberg con Britt Ekland and Marianne Faithful
- 1971   - The Snow Goose (TV)
- 1973   - A Doll's House
- 1974   - The Cay (TV)
- 1980   - "Every Night Something Awful"
- 1980   - "Chaos Supersedes E.N.S.A."
- 1987   - "Laurence Olivier's 80th Birthday Celebrations What will survive of us is love"-poetry read by Olivier, dirigida por Patrick Garland
- 1990   - A Room of One's Own (TV)
- 1998   - "Talking Heads 2"; episodio "Miss Fozzard Finds Her Feet"
- 2000   - "Telling Tales" de Alan Bennett
- 2000   - The Mystery of Charles Dickens (TV)

Televisión (como libretista)
- 1960   - "The Hard Case" con John Hurt
- 1961   - "The Younger Generation"
- 1961   - "Flow Gently Sweet Afton"  con John Thaw
- 1972   - I Spy a Stranger
- 1980   -"Every Night Something Awful""
- 1980   - "Chaos Supersedes E.N.S.A."

## Premios y reconocimientos
Su película de 1971 de televisión de The Snow Goose ganó un Globo de Oro como "Mejor película hecha para TV," y fue nominada para un premio BAFTA y un Emmy. 
Fue nombrado Doctor Honorario de la Universidad de Southampton de 1994; Miembro Honorario de St. Edmund Hall, Oxford en 1997.